# Абдуллин, Аслан Фаридович
Аслан Фаридович Абдуллин (26 июля 1988, Тырныауз, Кабардино-Балкарская АССР, РСФСР, СССР) — российский борец греко-римского стиля, призёр чемпионата Европы, обладатель Кубка мира в команде. Заслуженный мастер спорта России.

## Биография
Родился в Тырныаузе. Является воспитанником нальчикского СК «Гладиатор», далее выступал за московский МГФСО. В феврале 2011 года в Минске в составе сборной России в финале уступил иранцам. В январе 2012 года одержал, одолев в финале Ибрагима Лабазанова, одержал победу на Гран-при Ивана Поддубного в Тюмени. В марте 2012 года на чемпионате Европы в Белграде одолев в схватке за 3 место азербайджанца Камрана Мамедова, завоевал бронзовую медаль, однако данным результатом был расстроен, так как ехал на турнир за победой. В мае 2012 года на чемпионате России в Саранске завоевал бронзовую награду. В марте 2015 года в Санкт-Петербурге стал бронзовым призёром чемпионата России.

## Спортивные результаты
- Чемпионат России по греко-римской борьбе 2007 — ;
- Кубок мира по борьбе 2008 (команда) — ;
- Гран-при Ивана Поддубного 2008 — ;
- Чемпионат России по греко-римской борьбе 2009 — ;
- Гран-при Ивана Поддубного 2011 — ;
- Кубок мира по борьбе 2011 (команда) — ;
- Гран-при Ивана Поддубного 2012 — ;
- Чемпионат России по греко-римской борьбе 2012 — ;
- Чемпионат Европы по борьбе 2012 — ;
- Чемпионат России по греко-римской борьбе 2015 — ;